# 尖叶柯
尖叶柯（学名：Lithocarpus attenuatus）为壳斗科柯属的植物，为中国的特有植物。分布在中国大陆的广西、香港、广东等地，生长于海拔900米至1,000米的地区，多生长在山地常绿阔叶林中，目前尚未由人工引种栽培。